# 기사이정
기사이정(일본어: 騎西町)은 사이타마현 북부에 있던 기타사이타마 군의 정이다. 

## 지리
아라카와강 및 도네강에 의해 형성된 충적지의 거의 중앙부에 위치한다.

## 역사
- 1889년 4월 1일 - 정촌제 시행과 함께 기타사이타마군 기사이정, 소토가와촌, 시모사키촌이 합병해, 기사이정이 성립하였다.
- 2010년 3월 23일 - 가조시, 기타사이타마군 기사이정, 오토네정, 기타카와베정과 합병해 가조시가 되어 소멸했다.

## 교통

### 도로
- 국도 122호선